# Самоубийство на Аманда Тод
Аманда Мишел Тод (27 ноември 1996 г. - 10 октомври 2012 г.) е 15-годишна канадска ученичка и жертва на кибертормоз, обесила се в дома си в Порт Кокитлам, град в провинция Британска Колумбия, Канада. Преди смъртта си тя публикува видео в YouTube, в което използва серия флаш карти, за да разкаже за опита си да бъде изнудвана да разкрива гърдите си чрез уеб камера, бива тормозена и физически нападната. Видеоклипът стана популярен след смъртта ѝ, което довежда до международно медийно внимание. Видеото има повече от 13 милиона гледания към октомври 2019 г. Кралската канадска полиция и Следователската служба на Британска Колумбия започват разследвания на самоубийството.
В отговор на нейната смърт Кристи Кларк, премиерът на Британска Колумбия, прави онлайн изявление, поднасяйки съболезнование и предлага национална дискусия относно криминализирането на кибертормоза. Освен това в Камарата на общините на Канада е внесено предложение за предлагане на проучване на обхвата на тормоза в Канада и за повече финансиране и подкрепа за организации срещу този тормоз. Майката на Тод, Карол, създава Аманда Тод Тръст, където се получават дарения в подкрепа на обучението и програмите за борба с тормоза на млади хора с психични проблеми. Случаят е известен като пример за език на омраза в интернет.